# Mannesmann-Haus

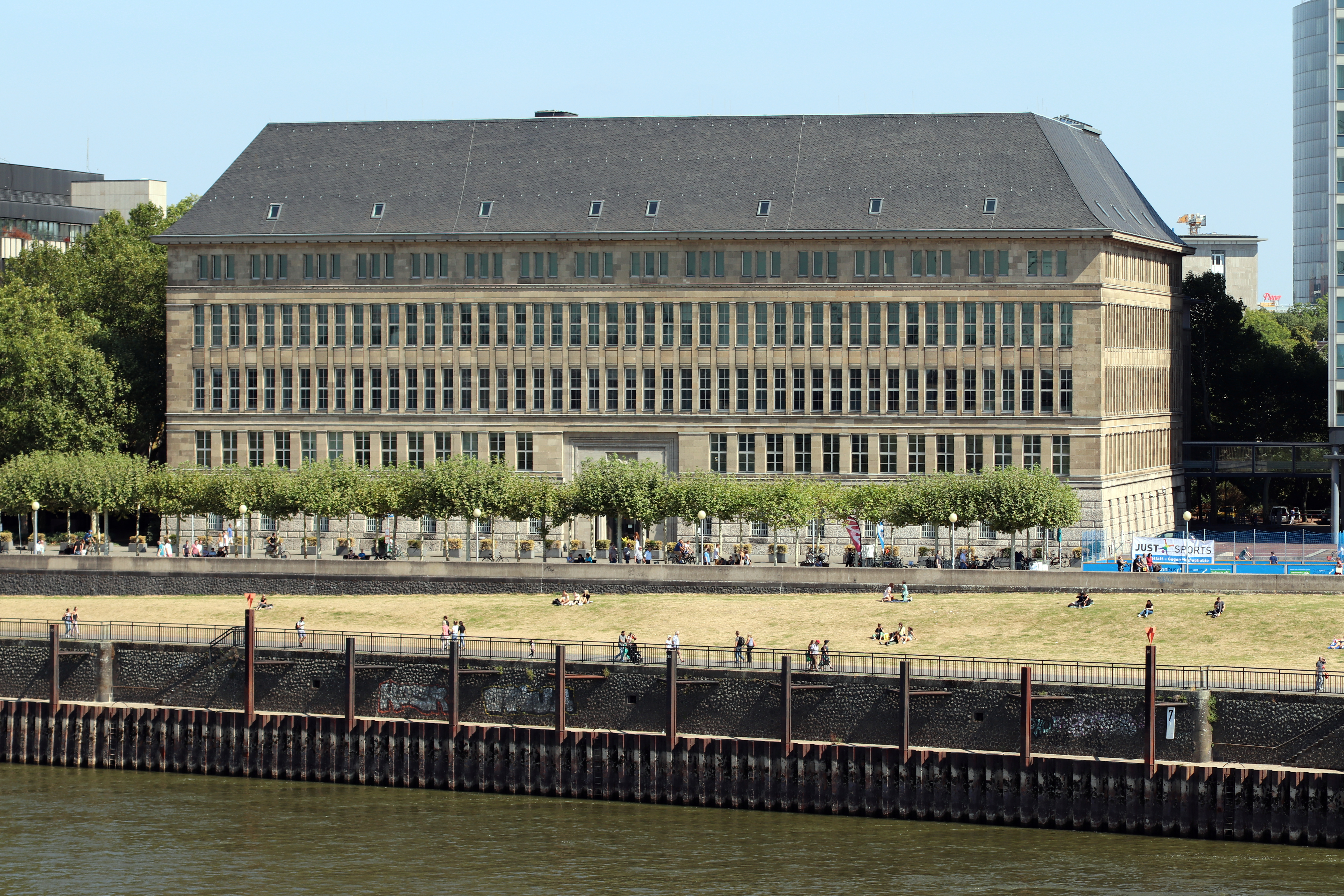
Behrensbau an der Rheinuferpromenade

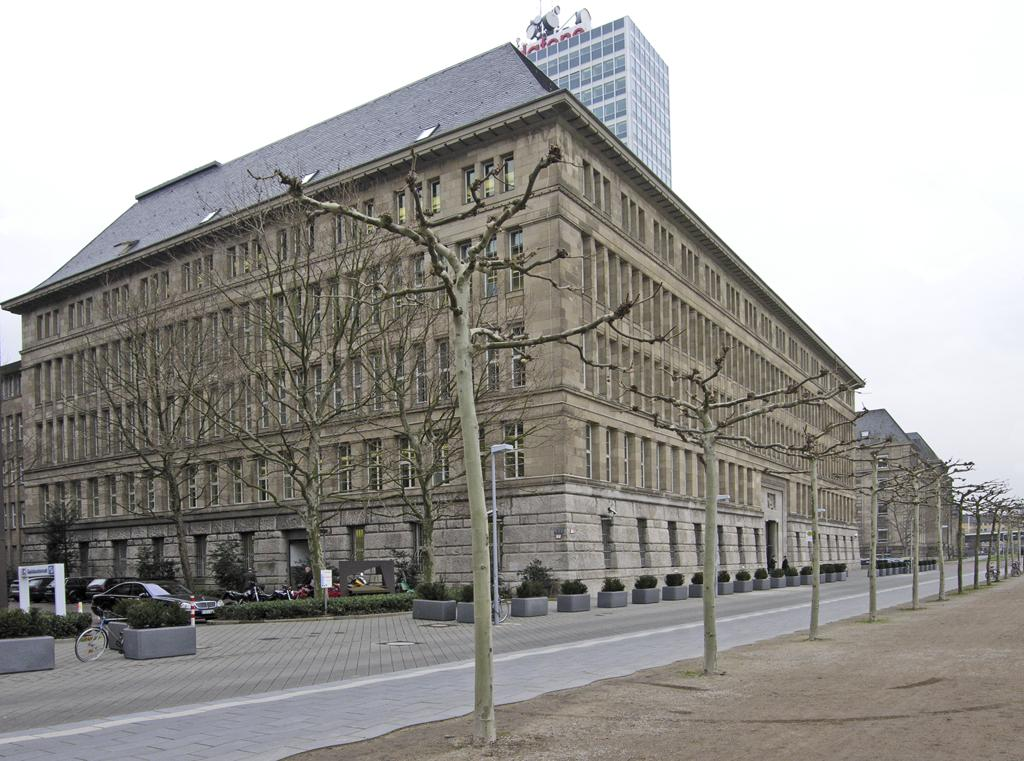
Schrägansicht von Norden

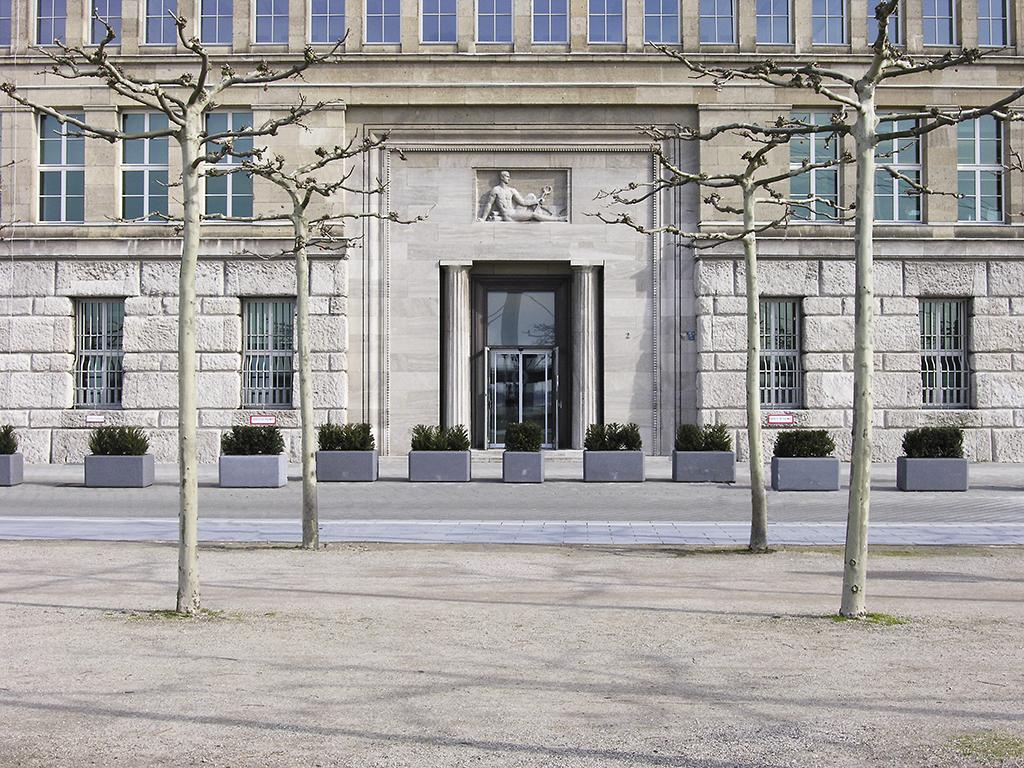
Neoklassizistischer Haupteingang mit Hephaistos-Relief

Das Mannesmann-Haus, auch Behrensbau, ist ein ehemaliges Verwaltungsgebäude in Düsseldorf und steht am Mannesmannufer im Stadtteil Carlstadt. Es wurde von 1911 bis 1912 nach einem Entwurf des Architekten Peter Behrens für die Hauptverwaltung der Mannesmannröhren-Werke AG  gebaut und gehört zu den frühen großen Verwaltungsgebäuden in Düsseldorf.
Von August 1946 bis zum 1. April 1953 diente das Mannesmann-Haus als Staatskanzlei und Amtssitz der ersten Landesregierungen Nordrhein-Westfalens. Es steht seit dem 23. Oktober 1982 unter Denkmalschutz und wird seit 2020 als Haus der Geschichte Nordrhein-Westfalen genutzt.

## Geschichte und Beschreibung
Nachdem die Stadt Düsseldorf in den Jahren 1898 bis 1902 durch Rheinufervorschiebung ihren Stadtraum am Rheinufer gesichert und als Rheinuferpromenade neu geordnet hatte, konnte die Mannesmannröhren-Werke AG für die dortige Ansiedlung eines Neubaus ihrer Hauptverwaltung gewonnen werden. Aus einem 1910 hierzu durchgeführten Architektenwettbewerb ging der Entwurf von Behrens hervor. Die Erdarbeiten begannen im Januar 1911, die Gebrauchsabnahme wurde am 6. November 1912 bescheinigt. Das Gebäude kostete mitsamt Inneneinrichtung rund 1,65 Millionen Mark. Als Mitarbeiter in Behrens’ Büro waren Walter Gropius, Le Corbusier und Ludwig Mies van der Rohe an dem Bauprojekt beteiligt. Während Le Corbusier für die Fassadengestaltung zuständig war, führte Mies van der Rohe die Berechnungen und die Gestaltung der Marmortreppe im Foyer durch. Gropius fertigte die Grundrisse.
Stilistisch gehört das Mannesmann-Haus der Reformarchitektur vor dem Ersten Weltkrieg an, häufig wird es als eine Vorwegnahme der Neuen Sachlichkeit gedeutet, es lassen sich aber auch Bezüge zur Neorenaissance und zum Neoklassizismus erkennen. Typologisch ist es ein Bürogebäude in der äußeren Form und in den Proportionen eines freistehenden italienischen Stadtpalastes der Renaissance, etwa des Palazzo Farnese oder des Palazzo Madama. Wie die Kunsthistoriker Wilhelm Niemeyer und Richard Klapheck hervorhoben, ließ sich Behrens bei seinem Entwurf insbesondere von klassischer Proportionslehre leiten, die unter den Architekten nach der Jahrhundertwende eine verstärkte Aufmerksamkeit erfuhr. Als plastischer Schmuck über dem Haupteingang schuf der Bildhauer Eberhard Encke 1912 das Hochrelief einer „Industria“. Nachdem dieses während des Zweiten Weltkriegs durch Beschuss zerstört worden war, ersetzte man es durch das heute noch erhaltene Hephaistos-Relief von Joseph Enseling. Es symbolisiert die Röhrenfertigung.
Der Baukörper stellt sich als einfacher, von einem Walmdach bedeckter Quader dar. Über den Fundamenten und dem Kellergeschoss aus Stampfbeton besteht das 67 Meter breite und 42,5 Meter tiefe Gebäude im Kern aus einer Skelettkonstruktion in Schmiedeeisen mit Hohlsteindecken und festen Wänden in Backstein-Mauerwerk. Die äußeren Fassaden wurden am Sockel mit einem Bossenwerk aus Krensheimer Muschelkalk und an den Obergeschossen mit Weiberner Tuff verkleidet, während die Fassaden an den vom Gebäude umschlossenen Lichthöfen mit hell glasierten Verblendklinkern versehen waren. Die einzelnen Geschosse weisen gleichmäßige Fensterrhythmen auf. Die hochformatigen Fenster schließen sich in frontaler Ansicht auf das Gebäude zu Bändern zusammen. Übereinander liegen die Mauerflächen nach jedem zweiten Fenster des ersten Obergeschosses und die Pilaster zwischen jedem dritten Fenster der darüber liegenden Geschosse, da hier tragende Stahlstützen der nach außen hin nicht sichtbaren Konstruktion des Gebäudes verlaufen. Die beiden Geschosse über dem ersten Obergeschoss sind durch horizontale Bänder, die das Gebäude umschließen, zu einem Kolossalgeschoss zusammengefasst. Der Zahnschnitt über dem Kolossalgeschoss übernimmt den Rhythmus. Zwischen den schlanken Pilastern liegen als Brüstungen kissenförmig gewölbte Steinfelder. Das mächtige Walmdach ist mit Schiefer gedeckt. In den östlichen Ecken des Gebäudes sind zwei Nebentreppenhäuser angeordnet, die mit jeweils einem Paternoster ausgestattet wurden; dem repräsentativen, in Untersberger Marmor ausgeführten Haupttreppenhaus in der Mitte des Westflügels war eine herkömmliche Aufzugsanlage zugeordnet.

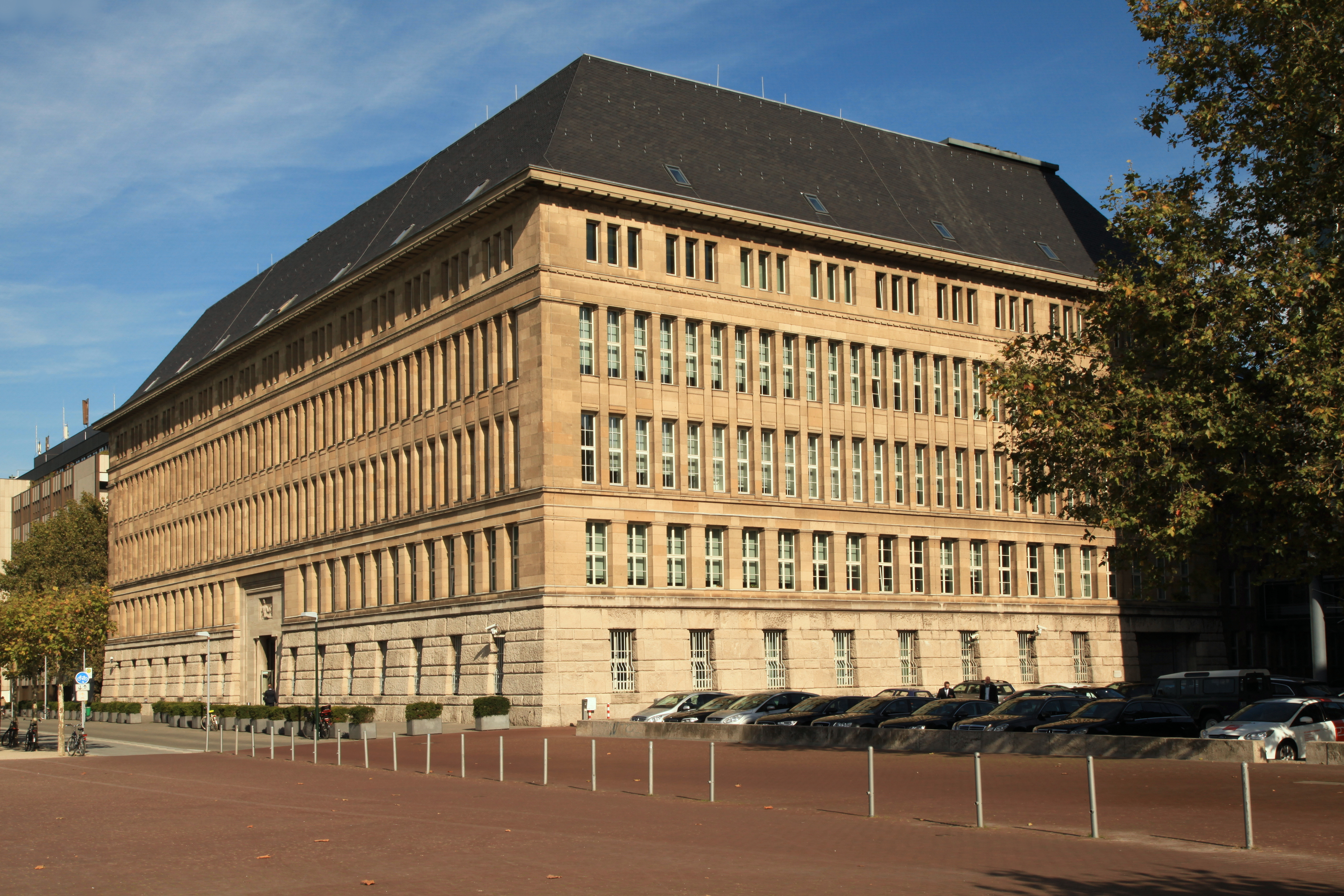
Schrägansicht von Süden

Vor allem in der Schrägansicht ergibt sich eine scheinbar geschlossene Fassade, die den von Peter Behrens intendierten Eindruck von Monumentalität erweckt. Über die Wirkung der angestrebten „Gesamtform“ schrieb er:

„Nach meiner Ansicht liegt nun Monumentalität nicht in der reichen Aufgliederung eines Gebäudes, sondern vielmehr in der kubischen Geschlossenheit und Großkörperlichkeit, die nicht durch eine Zergliederung, sondern durch ein Zusammenhalten und durch Vereinfachung erreicht werden kann. (…) Große zusammenhängende Scheiben aber wirken naturgemäß wie Löcher und zerreißen die Gesamtform. Die enger gestellten Pfeiler jedoch belassen dem Haus (…) die Wirkung einer geschlossenen Wandfläche. Wenn man nicht den Standpunkt genau in der Achse des Hauses hat, sondern von irgend einer Seite hinzutritt, wirken die Fenster nicht als Öffnungen, sondern das Mauerwerk der Pfeiler dominiert im Interesse einer einheitlichen Fassadenwirkung.“

Außer der zur Bauzeit in Deutschland noch recht ungewöhnlichen eisernen Skelettkonstruktion wies das Gebäude eine weitere fortschrittliche Idee auf: Die Büroräume des einbündig organisierten Grundrisses liegen an der Außenseite, die gerade, massiv gemauerte Trennwand zu dem an der Innenseite (am Lichthof) umlaufenden Flur ist in regelmäßigen Abständen mit Türen versehen. Die rechtwinklig zur Außen- und zur Flurwand stehenden Trennwände zwischen den Büroräumen bestanden aus leichten, aber schallsicheren Scherwand-Konstruktionen, so dass nach Bedarf durch Entfernen bzw. Versetzen kleine oder größere Büroräume geschaffen werden konnten. Das bedeutete, dass die Raumstruktur an eine veränderte Organisationsstruktur der Verwaltungsarbeit angepasst werden konnte. Zur Unterbringung der wachsenden Verwaltung wurde das Gebäude von 1937 bis 1938 an der Rückseite zur Berger Allee durch den Mannesmann-Architekten Hans Väth um einen Anbau, den „Väthbau“, erweitert.

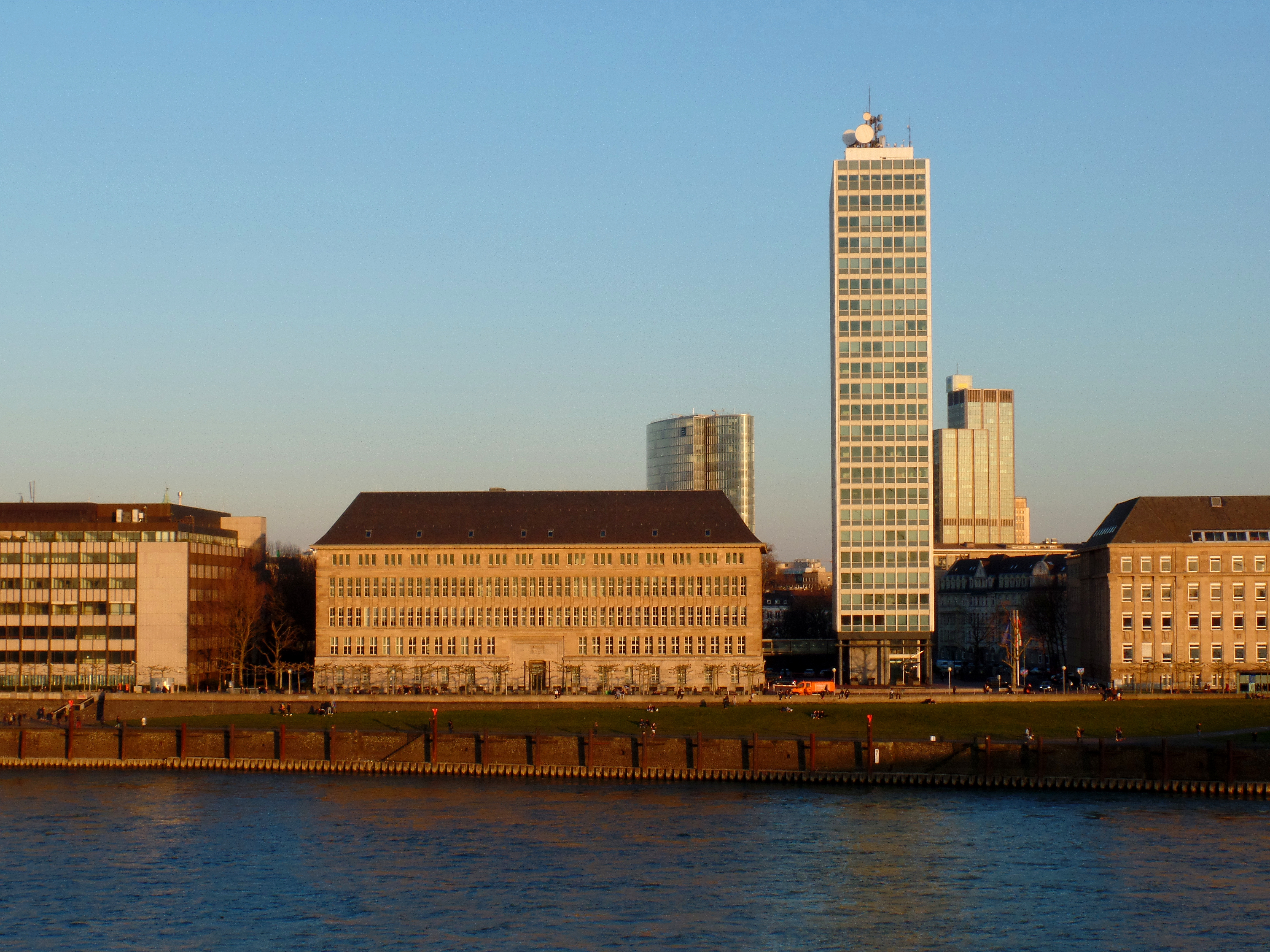
Mannesmann-Haus und Mannesmann-Hochhaus als architektonische Gegensätze an der Düsseldorfer Rheinfront

In den 1920er Jahren diente das Gebäude vorübergehend französischen Stellen bei der Organisation der Ruhrbesetzung. Nach dem Zweiten Weltkrieg wurden die Mannesmannröhren-Werke von der britischen Besatzungsmacht, die das Mannesmann-Haus ebenfalls für ihre Verwaltung nutzte, liquidiert und in Tochtergesellschaften gespalten. Deren Düsseldorfer Verwaltungsgebäude hatte den Krieg gut überstanden. Im August 1946 bezog zudem Rudolf Amelunxen, der kurz vor der Gründung des Landes Nordrhein-Westfalen zum nordrhein-westfälischen Ministerpräsidenten ernannt worden war, einen Teil des Hauses, die Dienstzimmer des Mannesmann-Generaldirektors in der zweiten Etage. Auch unter dessen Nachfolger Karl Arnold war das Mannesmann-Haus der Amtssitz des Ministerpräsidenten und die Staatskanzlei des Landes Nordrhein-Westfalen. Als Hoheitszeichen war das Wappen Nordrhein-Westfalens über dem Eingang angebracht.
1954 wurde aus den Mannesmann-Tochtergesellschaften die Mannesmann AG gebildet. Am 9. September 1953 forderten die Unternehmer die Räumung des Gebäudes und die Entfernung des Landeswappens. Neuer Amtssitz des Ministerpräsidenten wurde ein Verwaltungsgebäude an der Elisabethstraße. Das im Wiederaufbau Europas boomende Industrieunternehmen, das das Haus fortan wieder nutzte, ließ nebenan von 1956 bis 1958 das Mannesmann-Hochhaus errichten. In seiner vertikalen Gestalt formuliert dieses einen modernistischen Gegensatz zum Altbau.
Im Jahr 2000 übernahm die Firma Vodafone die Gebäude, aus denen sie Ende 2012 auszog, nachdem sie sie an das Land Nordrhein-Westfalen verkauft hatte. Von Oktober 2015 bis Januar 2017 wurde der „Väthbau“ an der Berger Allee als Flüchtlingsunterkunft genutzt. Ab 2017 stand das gesamte Gebäude wieder leer. Im Rahmen der Idee, ein nordrhein-westfälisches Regierungsviertel am Rheinknie entstehen zu lassen, wurden verschiedene Nutzungen diskutiert. Seit dem Jahr 2020 ist es Sitz des Hauses der Geschichte Nordrhein-Westfalen.